# Gyda Christensen

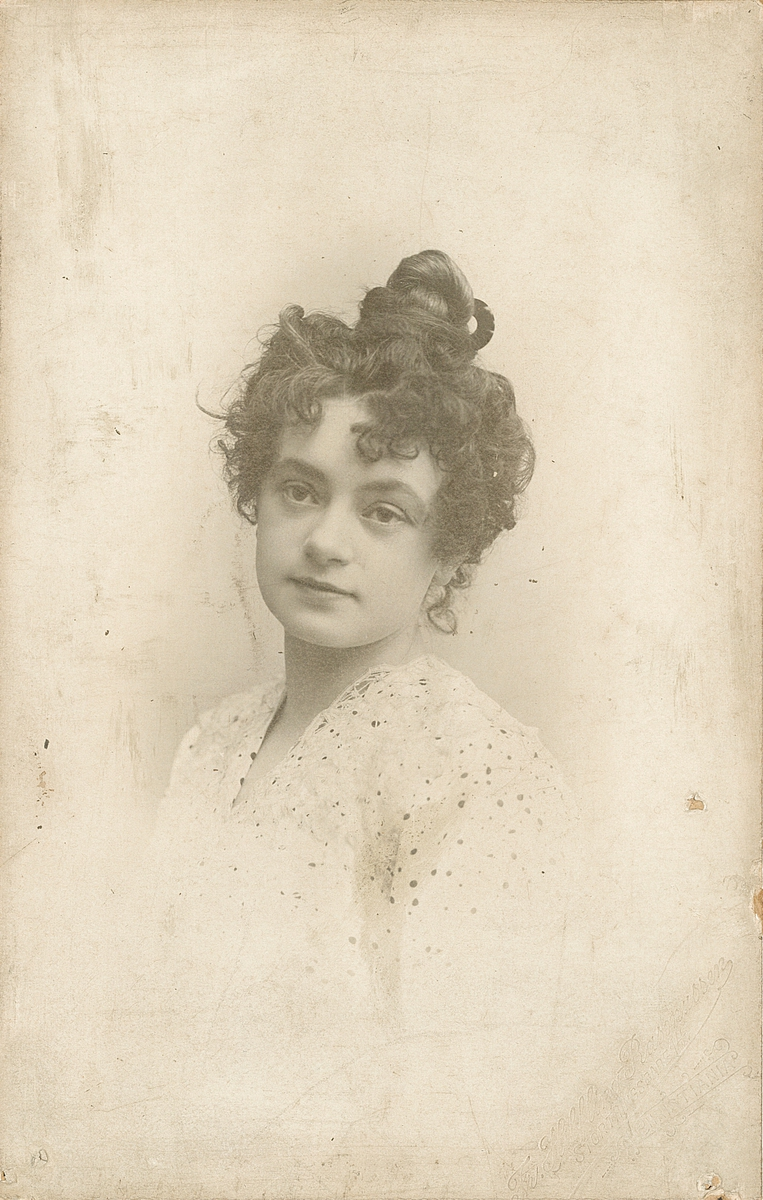
Gyda Christensen.

Gyda Marthe Kristine Christensen, född Andersen den 21 maj 1872 i Christiania (Oslo), död den 20 augusti 1964 i Oslo, var en norsk skådespelare, regissör och teaterchef.

## Karriär
Christensen debuterade 1894 på Christiania Theater, och var 1899-1920 vid Nationaltheatret. Vid sidan av sin skådespelargärning gjorde hon här en betydande insats som dansös och skapare av den första norska baletten. Därefter var hon på Centralteatret 1920-1928, där hon i högre grad fick utveckla sina talanger som skådespelare.
Från 1928 var hon knuten till Det Nye Teater, där hon var skådespelerska, rådgivare och 1939-1945 också teaterchef. Men först och främst arbetade hon som regissör; hon har mer än någon annan gett teatern den lätta och intima kammarspelton som blivit dess särprägel. Hennes roller sträckte sig från främmande ryska kvinnor som Varvara i Ilja Surgutjovs Höstens violiner över realistiska norska rollfigurer som Nora i Henrik Ibsens Et dukkehjem, till Shaw-roller som Eliza Doolittle i Pygmalion och titelrollen i Candida.

## Familj
Christensen var gift tre gånger, först med ingenjören Georg Monrad Krohn, sedan med teaterchefen Halfdan Christensen, och sist med politikern och pressmannen C.J. Hambro. I det första äktenskapet fick hon dottern Lillebil Christensen, senare gift med Tancred Ibsen.

## Filmregi
- 1937 – To levende og en død